# Јенопоље
Јенопоље, односно Јеново или Јенова (рум. Ineu, мађ. Borosjenő) град је у западном делу Румуније, у историјској покрајини Кришана, у жупанији Арад. По попису из 2021. године у граду је живело 7.976 становника. Град Јенопоље обухвата и насељено место Мокреа.

## Назив
Поред назива Јеново или Јенова, град је у српском језику добио и назив Јенопоље, који је настао сажимањем назива за Јеновско поље (област око града), а временом је поред функције хоронима (обласног назива) добио и функцију астионима (назив за град), услед чега су називи Јеново/Јенова и Јенопоље временом постали синоними, док је назив Јеновско поље и даље задржао своје хоронимско (обласно) значење.
Настојећи да успон града повеже са српским деспотом Јованом Бранковићем (умро 1502. године), потоњи хроничар и претендент Ђорђе Бранковић (умро 1711. године) је у својим политичким и историографским списима потенцирао облик Joanopolis (Јованов град), иако за такву етимолошку конструкцију није постојала основа у историјској стварности.

## Географија
Јенопоље се налази на обали реке Бели Кереш, у западном делу историјске покрајине Кришане, 57 километра североисточно од Арада. Град је смештен на источном ободу Панонске низије, у подножју планине Бихор која се издиже источно од града. Надморска висина места је око 115 метара.

## Историја
Град се помиње већ у 13. веку, а током раздобља угарске власти припадао је старој Зарандској жупанији, која је обухватала све области у сливу Белог Криша. Током 16. века, град је са својом облашћу постао поприште честих сукоба Османског царстава са Краљевином Угарском и Кнежевином Трансилванијом. Током Бечког рата (1683-1699), хабзбуршко-османска граница је померена даље према југу, на реку Мориш. Административном реформом из 1744. године, град је издвојен из састава Зарандске жупаније и прикључен суседној Арадској жупанији. Након распада Аустроугарске (1918), град је припао Краљевни Румунији.

## Становништво
Румуни су претежно становништво Јенопоља (85,6%), затим Мађари (8,4%) и Роми (5,1%). У односу на попис из 2002, број становника на попису из 2011. се смањио.
| 1977.  | 1992.  | 2002.  | 2011. |
| ------ | ------ | ------ | ----- |
| 10.259 | 10.915 | 10.416 | 9.260 |

## Срби у Јенопољу
Јенопоље је имало значајну улогу у историји српског народа на кришанским и поморишким просторима. Срби насељеници у Јенопољу су добили привилегије још 1440. године. Ту су за време краља Албрехта 1439. године били већинско становништво. Јенопоље је важно за историју Срба, као једно од седишта Срба у 17. веку, када су овде столовали Бранковићи. Ту је рођен и гроф Ђорђе Бранковић 1645. године, млађи брат Симеон потоњи митрополит Саве II, (1656) који се бавио у Ердељу. Уместо Саве у Јенопољу је тада био један протопоп, надлежан за црквене ствари, од свих веома поштован. Њега је наследио синовац Лонгин Коренић Бранковић - Симеон Бранковић. Симеона су касније у ердељском граду Београду изабрали за Архиепископа, и он се тамо преместио. Потврдио га је ердељски кнез Ђорђе II Ракоци 1656. године. Он је постао на Крстовдан 1656. године у Трговишту епископ Сава.
После пропасти Банатског устанка 1594. године Срби су у масама кренули ка средишту Угарске. Признали су кнеза Жигмунда Баторија за свог краља и затражили његову заштиту. До сеобе је дошло јер им Батори није помогао у борби са Турцима у Банату. Склањајући се од освете Турака, део њих је нашао ново уточиште код староседелаца Срба у Јенопољу изнад Арада, а остали су продужили ка Ердељу. У Јенопољу је био тада православни епископ Матеј, којег је наследио Сава. Матеј је први поставио столицу и Јенопољу, те је он први архиепископ и митрополит Јенопољски.
Почевши од 1690. године ту је столовао епископ Исаија Ђаковић (умро 1708. године), који је владичанску столицу почетком 18. века пренео у Арад. Иако је то владичанство по свом новом седишту постало познато као Арадска епархија, њени архијереји су у својим проширеним насловима и даље наставили да се називају и епископима јенопољским.
Ту су почетком 18. века живели Срби граничари. Пописани су 1703. године: 7 официра, 25 коњаника и 50 пешака. Милитарски шанац "Јено" укинут је 1746. године, а то је довело до одсељавања Срба граничара у Русију.
Меленачки велепоседници Бибићи, имали су племићки предикат "от Јенопоља".
Године 1846. место "Борош-Јено" има статус градића, у којем живи 1111 становника. Ту се налази православна црква Св. Арханђела Михајла и Гаврила, при којој служе три свештеника. Били су то пароси, поп Грегор Лукачик, поп Антоније Дан и Георгије Иштин. Месној парохији припада као филијала сеоце "Анталхаза" са својих 81 житељем. Најстарије црквене православне матице су оне венчаних из 1779. године. У народној основној школи 1846/1847. године има 37 ђака, под учитељем Николом Трифоном.
Почетком 20. века Арадска епископија је имала и протопрезвират Борош Јене (Јенопоље) са 26 парохија и 16 парохијских филијала.